# Asimina obovata
Espèce
Statut de conservation UICN

 LC  : Préoccupation mineure
Asimina obovata est une espèce de plantes à fleurs de la famille des Annonaceae.
C'est un arbuste ou un petit arbre endémique en Floride.

## Description
Asimina obovata fait des fleurs blanches voyantes de la fin de l'hiver au début de l'été qui sont suivies de gros fruits verts comestibles. Son pollen est répandu sous forme de tétrades permanentes, Avec les autres membres du genre, elle sert de plante hôte au papillon Zebra Swallowtail et au papillon de nuit Dolba hyloeus (pawpaw).

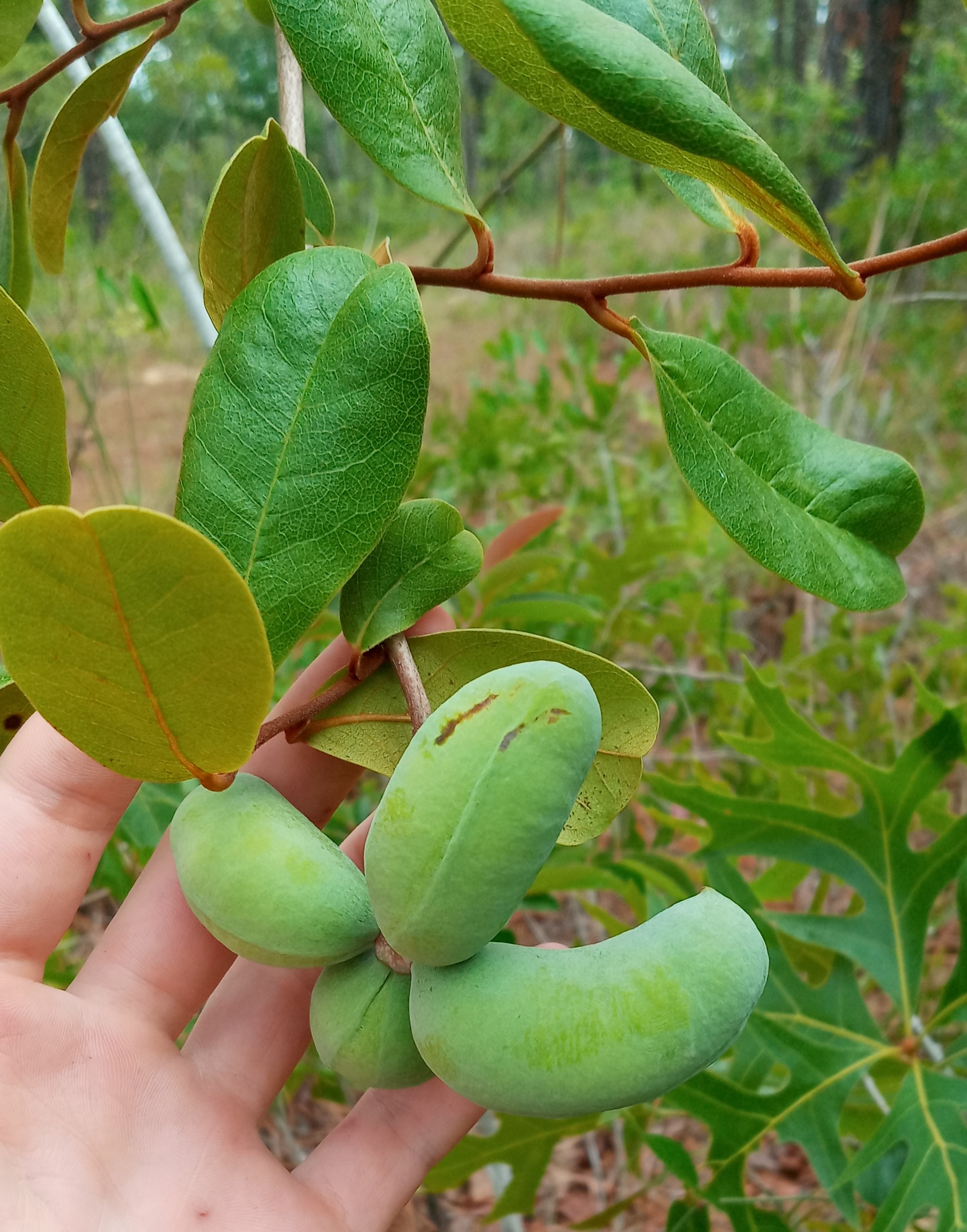
Fruits dAsimina obovata

## Répartition et habitat
Ce taxon se rencontre dans le pays suivant : États-Unis. En Floride on le trouve dans les zones sableuses ouvertes et dans les bois secs,.

## Systématique
Le nom correct complet (avec auteur) de ce taxon est Asimina obovata (Willd.) Nash.
L'espèce a été initialement classée dans le genre Annona sous le basionyme Annona obovata Willd..
Asimina obovata a pour synonymes :
- Annona grandiflora W.Bartram
- Annona obovata Willd.
- Anona grandiflora Bartr.
- Anona oborata Willd.
- Anona obovata Willd.
- Asimina grandiflora (W.Bartram) Dunal
- Orchidocarpum grandiflorum (W.Bartram) Michx.
- Pityothamnus oboratus (Willd.) Small
- Pityothamnus obovatus (Willd.) Small
- Porcelia grandiflora (W.Bartram) Pers.
- Uvaria obovata (Willd.) Torr. & A.Gray

### Étymologie
Le nom générique Asimina vient de l'Illinois (l'algonquien) « assimin » ou « rassimina » et signifie « fruit divisé en long en parties égales ». L'épithète « obovata  » du latin « obovatus » signifiant « en forme d'oeuf ».